# Acrorius
Acrorius (лат.) — род мелких жуков-долгоносиков из подсемейства Cyclominae (Listroderini). Эндемики Южной Америки (Боливия, Перу, Эквадор). Длина 4,0—6,8 мм. Рострум среднего размера; опушение состоит из щетинок и щетинковидных чешуек; скапус усика среднего размера (в покое достигает глаза); надкрылья с небольшими округлыми бугорками. Acrorius близок к родам подтрибы Listroderina из трибы Listroderini и близок к родам Acroriellus, Acrostomus, Antarctobius, Germainiellus, Hyperoides, Lamiarhinus, Listroderes, Methypora, Philippius, Rupanius, Trachodema.
Питаются предположительно (как и другие близкие группы) листьями (имаго) и корнями растений (личинки).

## Систематика
Род включает около 10 видов.
- Acrorius andersoni  Morrone, 1994
- Acrorius bolivianus  Ocampo and Morrone, 1996
- Acrorius cuprinus  Morrone, 1994
- Acrorius nymphalis  Morrone, 1994
- Acrorius otramas  Ocampo and Morrone, 1996
- Acrorius papallacta  Morrone, 1994
- Acrorius pillahuata  Morrone, 1994
- Acrorius plicatifrons  Morrone, 1994
- Acrorius puncticollis Kirsch, 1889
- Acrorius sisyphus  Morrone, 1994